# 円光寺 (加須市)
円光寺（えんこうじ）は、埼玉県加須市にある真言宗智山派の寺院。

## 歴史
創建年代は不明である。ただ1806年（文化3年）に火災に遭ったという記録から、その頃までには既に存在していたものと推測される。この文化の火災では建物や古文書を全て失い、廃寺の危機にあったが、佐久間徹玄によって再建された。再建後も暫定的な仮本堂であったが、地元出身の実業家・政治家で檀家の大島要三に相談し、大島の協力もあり漸く正式な本堂を再建した。現在も大島の位牌は当寺の本堂に安置されている。

## 交通アクセス
- 路線バス川口コミュニティセンター前停留所より徒歩10分。